# Hörður Björgvin Magnússon
Hörður Björgvin Magnússon (Reykjavík, 11 de fevereiro de 1993) é um futebolista islandês que atua como zagueiro ou lateral. Atualmente defende o Panathinaikos.

## Carreira
Hörður Björgvin Magnússon fez parte do elenco da Seleção Islandesa de Futebol da Eurocopa de 2016.

## Títulos
CSKA Moscou
- Supercopa da Rússia: 2018[2]